# Charlie Heaton
Charlie Ross Heaton (* 6. února 1994, Leeds) je anglický herec a hudebník. Proslavil se rolí Jonathana Byerse ve sci-fi hororovém seriálu Stranger Things (2016–dosud) společnosti Netflix. Svou kariéru začal jako hudebník, poté se stal hercem. Objevil se i v několika celovečerních filmech, jako je nezávislý thriller V pasti či thrillery Morková kost a Noví mutanti.

## Dětství
Heaton byl vychován svou matkou na sídlišti v Bridlingtonu, malém pobřežním městě v hrabství Yorkshire v Anglii. Od 11 let se učil hrát na bicí.

## Kariéra

### 2010–2014: Hudba
Ve věku 16 let se Heaton přestěhoval do Londýna. V roce 2012 se připojil jako bubeník k noise-rockové kapele Comanechi, kde zpívala jeho tehdejší partnerka Akiko Matsuura. Za jeho působení kapela vydala v roce 2013 album a rok a půl koncertovala. Heaton se poté připojil k londýnské psychedelické skupině Half Loon.

### 2014–dosud: Herectví
Heaton nemá žádné formální herecké vzdělání, nejprve zvažoval hereckou kariéru pro kompars a komerční agentury, aby si doplnil příjem jako hudebník a barman.
V roce 2015 Heaton hostoval v řadě britských televizních dramat a byl obsazen do tří velkých projektů. Poprvé se objevil v kriminálním seriálech ITV Inspektor Banks a Vera a poté hostoval v seriálu televize BBC One z lékařského prostředí Casualty. Ve své první celovečerní filmové roli se objevil v roce 2016 v thrilleru V pasti, ve kterém si zahráli Naomi Wattsová a Oliver Platt v režii Farrena Blackburna. Film se natáčel na začátku roku 2015. Současně na konci roku 2015 natáčel Heaton film o dospívání Takoví jsme. Premiéru měl na filmovém festivalu Sundance v lednu 2016.
Heatonovou průlomovou rolí byla role Jonathana Byerse v seriálu společnosti Netflix Stranger Things. První série měla premiéru v červenci 2016, seriál měl velký ohlas u kritiků a byly natočeny další tři série.
V roce 2017 měl Heaton hlavní roli v psychologickém hororu Morková kost (Marrowbone). V květnu téhož roku byl Heaton obsazen do role superhrdiny Samuela „Sama“ Guthrieho zvaného Cannonball (dělová koule) ve filmu Noví mutanti natočeném podle stejnojmenného komiksu. Film měl premiéru až v roce 2020. V srpnu 2018 BBC oznámila, že Heaton bude hrát Josepha Merricka, známého jako „sloní muž“, v novém dvoudílném zpracování známého dramatu, z jehož produkce však nakonec sešlo.
V roce 2021 si zahrál po boku Catherine Keener v nezávislém filmu No Future a hrál také v kritiky oceňovaném dramatu The Souvenir Part II.

## Osobní život
Heaton má dítě s o 13 let starší Akiko Matsuurou, bývalou spoluhráčkou z kapely Comanechi. Od začátku roku 2016 je ve vztahu s herečkou Natalií Dyer, s níž se poznal díky natáčení seriálu Stranger Things, v němž ztvárňuje přítelkyni jeho postavy Jonathana Nancy Wheelerovou.
V říjnu 2017 byl Heaton zadržen na letišti v Los Angeles za držení malého množství kokainu. Nebyl obviněn ze zločinu, ale byl vyhoštěn zpět do Londýna. Později mu bylo dovoleno vrátit se do USA natočit třetí sérii Stranger Things. Heaton je vášnivým fotbalovým fanouškem Arsenalu FC.

## Filmografie

### Film
| Rok  | Titul                           | Role                        | Poznámky    |
| ---- | ------------------------------- | --------------------------- | ----------- |
| 2014 | Život potřebuje odvahu          | Charlie                     | krátký film |
| 2015 | Školák                          | Michael Stevens             | krátký film |
| 2015 | Rise of the Footsoldier část II | Obchodník                   |             |
| 2015 | Urban & the Shed Crew           | Frank                       |             |
| 2016 | Takoví jsme                     | Mark                        |             |
| 2016 | V pasti                         | Stephen Portman             |             |
| 2017 | The Performers: Act III         | Postava Bowieho             | krátký film |
| 2017 | Morková kost                    | Billy Marrowbone            |             |
| 2020 | Noví mutanti                    | Samuel Guthrie / Cannonball |             |
| 2021 | No Future                       | Will                        |             |
| 2021 | The Souvenir Part II            | Jim Dagger                  |             |

### Televize
| Rok               | Titul           | Role                           | Poznámky                 |
| ----------------- | --------------- | ------------------------------ | ------------------------ |
| 2015              | Inspektor Banks | Gary McCready                  | 2 epizody                |
| 2015              | Vera            | Riley                          | Epizoda Changing Tides   |
| 2015              | Casualty        | Luke Dickinson / Jason Waycott | 2 epizody                |
| 2016 – současnost | Stranger Things | Jonathan Byers                 | Hlavní role; 34 epizod   |
| 2020              | Spřízněné duše  | Kurt                           | Epizoda Break On Through |

## Ceny a nominace
| Rok  | Cena                       | Kategorie                               | Práce           | Výsledek  | Ref.   |
| ---- | -------------------------- | --------------------------------------- | --------------- | --------- | ------ |
| 2017 | Screen Actors Guild Awards | Nejlepší obsazení v dramatickém seriálu | Stranger Things | vítězství | [ 22 ] |
| 2018 | Screen Actors Guild Awards | Nejlepší obsazení v dramatickém seriálu | Stranger Things | nominace  | [ 23 ] |
| 2018 | Teen Choice Awards         | Zloděj scén                             | Stranger Things | nominace  | [ 24 ] |
| 2020 | Screen Actors Guild Awards | Nejlepší obsazení v dramatickém seriálu | Stranger Things | nominace  | [ 25 ] |